# 克盧內特 (印第安納州)
克盧內特（英語：Clunette）是位於美國印地安納州科西阿斯科縣的一個非建制地區。該地的面積和人口皆未知。